# Dominic Perna
Domenico Perna (Montréal, 16 gennaio 1977) è un ex hockeista su ghiaccio canadese naturalizzato italiano.

## Carriera

### Club
Perna iniziò la sua carriera in Canada, militando nelle leghe giovanili QMAAA (Montréal-Bourassa Canadien) e QMJHL (Laval Titan).
Nel 1998-1999 giocò per la prima volta in Europa, dividendosi tra l'Italia (disputò l'Alpenliga dapprima con l'Asiago Hockey, poi con il Fassa) e la Francia (con lo Chamonix, in massima serie).
Tornato in patria, disputò cinque stagioni e mezzo con la maglia dei Laval Chiefs, militanti in Ligue nord-américaine de hockey (che fino al 2004 si chiamava Quebec Semi-Pro Hockey League). Chiuse la stagione 2004-2005 tornando nel campionato italiano, dove militò in Serie A2 con la maglia dei Vipiteno Broncos.
Nel 2005-2006 tornò in LNAH coi Verdun Dragons, ma dal 2006 rientrò definitivamente in Europa, dividendosi sempre tra i campionati francese e italiano. In Francia vestì le maglie di Tours (2006-2008, la prima stagione in seconda serie, la seconda in Ligue Magnus, e poi nuovamente nel 2015, per soli tre incontri), Dauphins d'Épinal (2013-2014, in Ligue Magnus) e Nantes (nella prima parte della stagione 2014-2015, in seconda serie). In Italia giocò in Serie A2 on le maglie del Gherdëina (2008-2010) e dell'Egna (2010-2012), ed in massima serie con il Fassa (un incontro nella stagione 2011-2012), il Renon (2012-2013) e nuovamente Egna, nella seconda parte della stagione 2014-2015).
Dopo la seconda breve esperienza con il Tours, è passato all'Hockey Milano Rossoblu, nella serie cadetta italiana. Dopo tre stagioni a Milano, nell'estate del 2018 Perna è passato all'Hockey Club Varese, sempre nella serie cadetta.

### Nazionale
Perna è in possesso del passaporto italiano. Con la Nazionale italiana partecipò alla preparazione al mondiale di Prima Divisione 2013, disputando tre delle amichevoli giocate. Fu tuttavia escluso dalla lista definitiva dei convocati.

## Palmarès
- Coppa Italia: 2

Milano Rossoblu: 2016-2017, 2017-2018